# Des feux dans la nuit
 (juillet 2022).
Si vous disposez d'ouvrages ou d'articles de référence ou si vous connaissez des sites web de qualité traitant du thème abordé ici, merci de compléter l'article en donnant les références utiles à sa vérifiabilité et en les liant à la section « Notes et références ».
Pour plus de détails, voir Fiche technique et Distribution.
Des feux dans la nuit est un film dramatique franco-belge réalisé par Dominique Lienhard et sorti en 2020.

## Synopsis
Sur une île européenne, au XVIe siècle, Alan reste au village tandis que son père part travailler au loin. Alan se voit confier la survie de la famille et l'entretien des feux sur la plage. Ces feux permettent la production de sel, mais aussi de faire échouer, une nuit de tempête, un bateau et sa cargaison.

## Fiche technique
- Titre original : Des feux dans la nuit
- Réalisation : Dominique Lienhard
- Scénario : Dominique Lienhard, d'après le roman Naufrages d'Akira Yoshimura (1982)
- Musique : Béatrice Thiriet et Sébastien Damiani
- Décors : Hervé Redoulès
- Costumes : Alexia Crisp-Jones
- Photographie : Pascale Marin
- Montage : Tuong-Vi Nguyen-Long
- Production : Fabrice Preel-Cleach et Emmanuelle Latourrette
- Sociétés de production : Offshore et Hélicotronc
- Société de distribution : Dulac Distribution
- Pays de production :  France et  Belgique
- Langues originales : français
- Format : couleur — 2,35:1
- Genre : drame
- Durée : 94 minutes
- Dates de sortie :
  - Italie : 1er décembre 2020 (Rome)
  - France : 3 août 2022

## Distribution
- Igor Van Dessel : Alan
- Ana Girardot : Mia
- Jérémie Elkaïm : Mirko
- Tom Rivoire : Nils
- Louna Espinosa : Selma
- Virgil Amadeï : Erik
- Manon Chammah : Kane
- Ophélie Bau : Maija